# Фтија (митологија)
Фтија (грч. Φθία) је у грчкој митологији било име више личности. 

## Митологија
- Аполодор и Хигин је наводе као једну од Ниобида.[1]
- Према Аполодору, мајка Дора, Лаодока и Полипета, које је имала са Аполоном.[2]
- Аминторова конкубина, која је лажно оптужила његовог сина Феникса да ју је заводио, те узроковала да га отац ослепи.[2]

## Биологија
Латинско име ових личности (Phthia) је назив за род инсеката.